# Carl Axel Lilliecreutz
Carl Axel Lilliecreutz, född 8 december 1698 i Jönköping, död 28 april 1760 i Bottnaryds församling, var en svensk friherre och lagman.

## Biografi
Carl Axel Lilliecreutz föddes 1698 i Jönköping. Han var son till vice presidenten Nils Lilliecreutz i Göta hovrätt och Christina Maria Schiller. Lilliecreutz blev 8 november 1714 auskultant i Göta hovrätt och 27 september 1716 vice fiskal i hovrätten. Han blev 19 juni 1717 interimsnotarie och 12 maj 1719 ordinarie notarie. Lilliecreutz blev 26 mars 1726 vice sekreterare och 28 mars 1729 ordinarie sekreterare i hovrätten. Han fick 16 april 1737 kammarherres fullmakt och blev 25 juli 1737 adjungerande ledamot i hovrätten. Lilliecreutz blev 20 december 1734 lagman i Bohusläns lagsaga och utnämndes 26 april 1753 till RNO. Han avled 1760 på Gunillaberg i Bottnaryds församling.

### Egendom
Lilliecreutz ägde gården Gunillaberg i Bottnaryds socken.

### Familj
Lilliecreutz gifte sig 16 december 1729 i Fågelås församling med grevinnan Beata Christina Frölich (död 1748), dotter av överstelöjtnanten Han Christoffer Frölich och Margareta Filippina von Funcken. De fick tillsammans barnen Margareta Elisabet Filippina Lilliecreutz (1730–1806), som var gift med översten Tomas von Seth, Maria Anna Eleonora Lilliecreutz (1732–1800) som var gift med överstelöjtnanten Hans Filip Flach, ryttmästaren Carl Axel Christoffer Lilliecreutz (1734–1810), Beata Charlotta Fredrika Lilliecreutz (1736–1823) som var gift med kammarherren Adam Germund Lilliecreutz, Nils Fredrik Vilhelm Lilliecreutz (1737–1739), Ulrika Gustava Vilhelmina Lilliecreutz (1738–1738), Carl Gustaf Lilliecreutz (född 1740) och David Gustaf Magnus Lilliecreutz (1741–1746).